# Chattien
| Systeem Periode                            | Serie Tijdvak | Etage Tijdsnede | Ouderdom (Ma) |
| ------------------------------------------ | ------------- | --------------- | ------------- |
| Neogeen                                    | Mioceen       | Aquitanien      | jonger        |
| Paleogeen                                  | Oligoceen     | Chattien        | 23,03–28,1    |
| Paleogeen                                  | Oligoceen     | Rupelien        | 28,1–33,9     |
| Paleogeen                                  | Eoceen        | Priabonien      | 33,9–38,0     |
| Paleogeen                                  | Eoceen        | Bartonien       | 38,0–41,3     |
| Paleogeen                                  | Eoceen        | Lutetien        | 41,3–47,8     |
| Paleogeen                                  | Eoceen        | Ypresien        | 47,8–56,0     |
| Paleogeen                                  | Paleoceen     | Thanetien       | 56,0–59,2     |
| Paleogeen                                  | Paleoceen     | Selandien       | 59,2–61,6     |
| Paleogeen                                  | Paleoceen     | Danien          | 61,6–66,0     |
| Krijt                                      | Boven         | Maastrichtien   | ouder         |
| Indeling van het Paleogeen volgens de ICS. |               |                 |               |

Het Chattien (Vlaanderen: Chattiaan) is in de geologische tijdschaal de vroegste tijdsnede en bovenste etage in het Oligoceen. Het Chattien duurde van 28,1 tot 23,03 Ma. Het komt na het Rupelien en na het Chattien komt het Aquitanien, de onderste etage in het Mioceen en Neogeen.

## Naamgeving en definitie
Het Chattien werd in 1894 ingevoerd door de Duitse paleontoloog Theodor Fuchs. De etage is genoemd naar de Germaanse stam de Chatten. De oorspronkelijke typelocatie ligt in de buurt van de Duitse stad Kassel.
De basis van het Chattien wordt gedefinieerd door het verdwijnen van de planktonische foraminifeer Chiloguembelina (dit vormt ook de basis van de foraminiferen-biozone P21b). De basis van het Aquitanien (gelijk aan de top van het Chattien) wordt gedefinieerd door het begin van de magnetische chronozone C6Cn.2, het vroegste voorkomen van de planktonische foraminifeer Paragloborotalia kugleri en het laatste voorkomen de nannoplankton Reticulofenestra bisecta (de basis van de nannoplankton-biozone NN1).